# Ben Jackson
Benjamin « Ben » Jackson est un personnage joué par Michael Craze dans la série Doctor Who. Il s'agit de l'un des personnages réguliers de la série de 1966 à 1967 et l'un des derniers compagnons du Premier Docteur, alors incarné par William Hartnell, ce qui en fait également l'un des premiers du Deuxième Docteur, interprété par Patrick Troughton. Il apparait durant 9 sérials sur 36 épisodes.

## Apparition
Introduit dans l'épisode The War Machines Ben est un jeune marin que Polly et Dodo rencontrent dans un club londonien nommé L'Inferno. À l'époque, il sert dans la Navy, mais semble déprimé car le bateau sur lequel il officie est obligé de rester six mois à quai. Il aidera par la suite le Premier Docteur à lutter contre les machines de l'Intelligence Artificielle WOTAN.
Dodo ayant décidé de ne plus rejoindre le TARDIS, Ben et Polly décident de rendre leur clé au Docteur. Ils se retrouvent alors piégés dans le vaisseau et obligés de le suivre. Même s'ils ne sont pas présents physiquement, ils sont témoins de la première régénération du Docteur entre les épisodes The Tenth Planet et The Power of the Daleks. Ils suivront le Deuxième Docteur sur différentes planètes et à différents points de l'Histoire.
Au cours de l'épisode The Faceless Ones Polly et Ben se retrouvent à l'aéroport de Gatwick à Londres et s'aperçoivent qu'ils se trouvent le jour même de leur départ. Ils décident de reprendre le cours de leur vie là où ils l'ont interrompus et laissent le Docteur et Jamie voyager ensemble.
Ben Jackson réapparaît dans l'épisode spécial Noël de 2017, Il était deux fois. Il est alors incarné par Jared Garfield.

## Caractéristiques
Ben est l'homme d'action du groupe, mais reste un jeune homme souriant et optimiste. Il a toutefois du mal à comprendre ce qui se passe. Il met d'ailleurs du temps avant d'estimer que le 2e Docteur est bel et bien le Docteur tel qu'il l'a connu. Il est très attaché à Polly sans qu'aucune relation ne soit mentionnée à l'écran, il est protecteur avec elle mais se moque de ses allures d'élégante en la surnommant "duchesse".
Le producteur Innes Lloyd et le script-éditor Gerry Davis voulaient faire de Ben et Polly deux jeunes représentant des Swinging Sixties mais ont de leur propre aveux, échoués à rendre ces personnages intéressants.

## Mentions
Le personnage de Ben est mentionné par le Docteur dans l'épisode The Curse of Fenric. Son visage peut être aperçu avec celui d'autres compagnons du Docteur tels que Leela, Kamelion, Dodo ou Vicki sur un scanner dans l'épisode Resurrection of the Daleks.
En octobre 2010, le destin de Ben est mentionné dans l'épisode Death of the Doctor, une histoire en deux parties de la série spin-off de Doctor Who The Sarah Jane Adventures. Sarah Jane Smith révèle avoir fait des recherches sur les anciens compagnons du Docteur et découvert que Polly et Ben dirigent un orphelinat en Inde.

## Autres médias
Ben et Polly sont les deux premiers compagnons de la série à avoir été dépeint dans les comics books (là où les anciens comics de Doctor Who avaient pour personnages secondaires les personnages inventés de John et Gillian.) Leur première apparition se fait dans le "Doctor Who Annual 1968" paru à la fin de l'année 1967, soit 6 mois après leur départ de la série.